# بنزوئیک اسید
بنزوئیک اسید، (C۷H۶O۲ (C۶H۵COOH، یک ترکیب بلوری بی‌رنگ (سفید دیده می‌شود) است. بنزوئیک اسید ساده‌ترین کربوکسیلیک اسید آروماتیک نیز می‌باشد.
این ماده یک اسید ضعیف به‌شمار می‌رود. از نمک‌های آن به عنوان نگهدارنده‌های غذایی استفاده می‌شود، همچنین در ساخت بسیاری از ترکیبات آلی دیگر از بنزوئیک اسید استفاده می‌شود. ضمناً این ترکیب از تمشک و توت فرنگی به دست می‌آید.

## تاریخچه
بنزوئیک اسید در قرن شانزدهم میلادی کشف شد. اولین بار شخصی به نام Nostradamus از تقطیر خشک ماده‌ای سنتی به نام gum benzoin به‌دست آورد.
در سال ۱۸۷۵ شخصی به نام Salkowski نیز پی به خواص ضد قارچ بنزوئیک اسید برد.

## روشهای تهیه

### روش تجاری
یکی از روش‌های تجاری ساخت بنزوئیک اسید، اکسایش جزئی تولوئن با گاز [
اکسیژن در مجاورت کاتالیزور کبالت یا منگنز نفتنات است که با بازدهٔ
بالا و رعایت اصول محیط زیستی (شیمی سبز) انجام می‌شود که تصویر واکنش مربوط را
در زیر می‌بینید:

### روش آزمایشگاهی
بنزوئیک اسید مادهٔ ارزان قیمت و در دسترسی است، در نتیجه در صورت نیاز به آن لازم نیست زحمت سنتز آن را متقبل شویم و فقط کافی است نمونهٔ تجاری آن را خریداری کرده و متناسب با کارمان آن را خالص سازی کنیم.
که برای اینکار استفاده از روش تبلور مجدد با دو حلال با حلال‌های اتانول و آب بسیار مناسب می‌باشد.
ولی در هر صورت می‌توان آن را به روش‌های زیر نیز سنتز کرد:

#### باهیدرولیز
از هیدرولیز بنزونیتریل، بنزآمید در محیط‌های اسیدی یا بازی شدید می‌توان بنزوئیک اسید یا آنیون آن را به‌دست آورد

#### ازبنزالدهید
همچنین می‌توان با استفاده از واکنش کانیزارو ی تقاطعی بنزوئیک اسید را از بنزالدهید ساخت که واکنش مربوط به آن را در زیر می‌بینید:

#### از بنزیل الکل
همچنین می‌توان از اکسایش بنزیل الکل در حضور محلول پتاسیم پرمنگنات داغ نیز استفاده کرد.
در این روش بلافاصله بعد از واکنش باید محلول در حالت داغ فیلتر شود تا منگنز دی‌اکسید تشکیل شده جدا شود و سپس محلول به حال خود رها می‌شود تا بلورهای بنزوئیک اسید تشکیل شود.

## مصارف

### به عنوان خوراک واحدهای صنعتی

#### برای تهیهٔ بنزیل کلرید
بنزیل کلرید (C۶H۵COCl) از واکنش تیونیل کلرید (یا پنتاکلرید فسفر یا تری کلرید فسفر یا فسژن) با بنزوئیک اسید به دست می‌آید. با استفاده از بنزیل کلرید می‌توان بسیاری از مشتقات بنزوئیک اسید را ساخت از جمله بنزیل بنزوآت که یک طعم دهندهٔ مصنوعی می‌باشد.

#### برای تهیهٔفنول
فنول (C۶H۵OH) از کربوکسیل زدایی همراه با اکسایش در دمای ۳۰۰oC الی ۴۰۰oC به‌دست می‌آید. البته این فرایند می‌تواند در حضور کاتالیزور نمک کبالتII در ۲۰۰oC هم انجام پذیرد. فنول (Phenol) نیز استفاده‌های بسیاری دارد، که مهم‌ترین آن‌ها تبدیل فنول به سیکلوهگزانول می‌باشد که سرآغازی برای تولید نایلون است.

### نگهدارندهٔ غذا
بنزوئیک اسید و نمک‌هایش به عنوان نگهدارندهٔ غذا مصرف دارند که به نام‌های E212, E۲۱۱، E۲۱۰ و E۲۱۳ شناخته می‌شوند. هر کدام از این نمک‌ها از واکنش مستقیم یا واکنش با نمک‌های سدیم، پتاسیم یا کلسیم تهیه می‌شوند.
در اصل بنزوئیک اسید از رشد قارچها، مخمرها و بعضی باکتریها جلوگیری می‌کند. نحوهٔ اثر بنزوئیک اسید اینگونه‌است که در ابتدا بنزوئیک اسید جذب سلول می‌شود، اگر pH درون سلولی به ۵ یا کمتر تغییر کند، تخمیر ناهوازی گلوکز از طریق Phosphofructokinase به میزان ۹۵٪ کاهش می‌یابد و این خود باعث نابودی آن‌ها می‌شود. مقدار معمول استفاده از بنزوئیک اسید و نمک‌هایش به عنوان نگه دارنده بین ۰٫۰۵٪-۰٫۱٪ می‌باشد. البته در بعضی غذاها باید از سطوح بالاتری از بنزوئیک اسید استفاده شود که مقادیر ماکسیمم آن در قوانین بین‌المللی غذا موجود است.
البته نگرانی‌هایی وجود دارد مبنی بر اینکه بنزوئیک اسید با آسکوربیک اسید (ویتامین C) موجود در نوشابه‌ها واکنش داده و مقادیر بسیار کم (ولی در دراز مدت خطرناک) بنزن تولید می‌شود.

### دارو
اسید بنزوئیک جزئی از پماد Whitfield است که برای درمان بیماری‌های قارچی پوست و مو استفاده می‌شود.

## خطرات بنزوئیک اسید
بنزوئیک اسید یک محرک پوست و چشم است. پس باید از تماس آن با پوست و چشم خودداری شود. انجمن دولتی بهداشت صنعتی آمریکا ان را در طبقهٔ A4 یعنی غیرقابل طبقه‌بندی به عنوان سرطان زای انسانی قرار داده‌است.